# Exomalopsis mellipes
Exomalopsis mellipes är en biart som beskrevs av Cresson 1878. Exomalopsis mellipes ingår i släktet Exomalopsis och familjen långtungebin. Inga underarter finns listade i Catalogue of Life.

## Bildgalleri

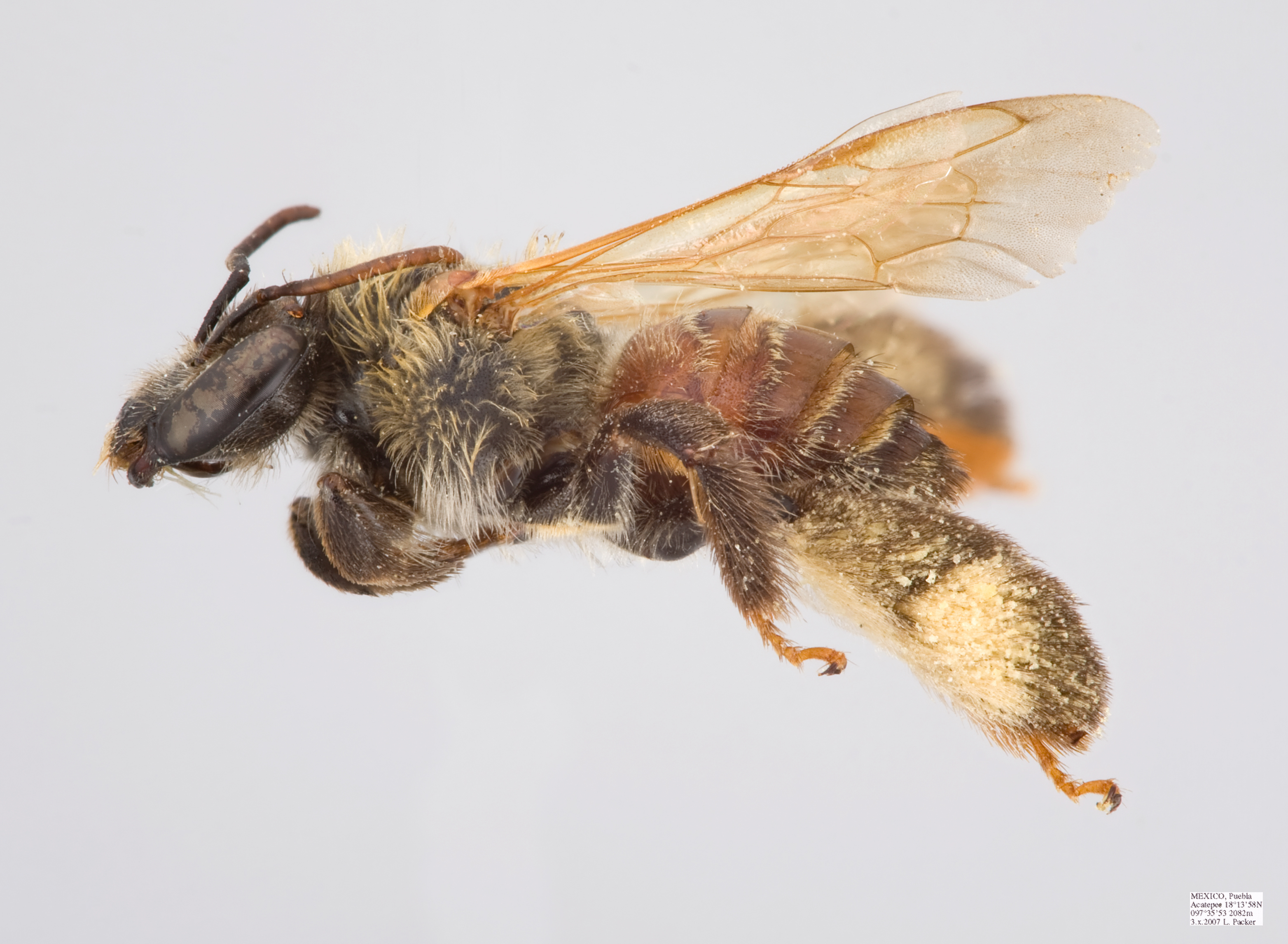